# 가이 리처
가이 리처(Guy Richer, 1954년 8월 10일 ~ )는 캐나다의 배우, TV 사회자, 텔레비전 배우이다.

## 영화
- 알버트의 합중국 (2005년)
- 패신저 (2005년)
- 오메르타, 침묵의 법칙 (1996년)